# Kačkavalj
Kačkavalj je sir koji se pravi od ovčjeg mlijeka ili od mješavine ovčjeg i kravljeg mlijeka. Kora mu je glatka i elastična, koja postupno prelazi u tijesto. Stariji sirevi ispod kore imaju staklastu boju. Tijesto sira je boje slame i kompaktno je, bez rupa. Tijesto zrelog kačkavalja je uvijek natopljeno mašću i ima specifičnu strukturu, koja je rezultat specifičnog načina proizvodnje. Okus sira je slan i pikantan.
Glede porijekla kačkavalja postoje dvije teorije. Po jednoj sir potječe iz Italije (Caciocavallo je talijanski ovčji sir i ime mu znači 'konjski sir'), po drugoj sir potječe iz Bugarske. Poznati su i kačkavalji proizvedeni u Srbiji, a među njima se ističe Pirotski kačkavalj.